# Дискретная дифференциальная геометрия
Дискретная дифференциальная геометрия — раздел математики, в котором исследуются дискретные аналоги объектов дифференциальной геометрии: вместо гладких кривых и поверхностей рассматриваются многоугольники, полигональные сетки и симплициальные комплексы. 
Находит применения в компьютерной графике и топологической комбинаторике.